# Rokytá
Obec Rokytá leží v okrese Mladá Boleslav. Má 364 obyvatel a katastrální území obce má rozlohu 1062 ha.
Ve vzdálenosti 8 km jihovýchodně leží město Mnichovo Hradiště, 15 km severozápadně město Mimoň, 16 km jižně statutární město Mladá Boleslav a 20 km východně město Turnov.

## Historie
První písemná zmínka o obci pochází z roku 1356.
Při epidemii v roce 1680 bylo ve vsích Horní a Dolní Rokytá evidováno 35 zemřelých na morovou nákazu.

### Územněsprávní začlenění
Dějiny územněsprávního začleňování zahrnují období od roku 1850 do současnosti. V chronologickém přehledu je uvedena územně administrativní příslušnost obce v roce, kdy ke změně došlo:
- 1850 země česká, kraj Jičín, politický okres Mladá Boleslav, soudní okres Bělá[5]
- 1855 země česká, kraj Mladá Boleslav, soudní okres Bělá[5]
- 1868 země česká, politický okres Mnichovo Hradiště, soudní okres Bělá[5]
- 1939 země česká, Oberlandrat Jičín, politický okres Mnichovo Hradiště, soudní okres Bělá pod Bezdězem[6]
- 1942 země česká, Oberlandrat Praha, politický okres Mladá Boleslav, soudní okres Bělá pod Bezdězem[7]
- 1945 země česká, správní okres Mnichovo Hradiště, soudní okres Bělá pod Bezdězem[8]
- 1949 Liberecký kraj, okres Doksy[9]
- 1960 Středočeský kraj, okres Mladá Boleslav[10]

### Rok 1932
Ve vsi Horní Rokytá s 356 obyvateli v roce 1932 byly evidovány tyto úřady, živnosti a obchody: 2 obchody s máslem a vejci, 2 hostince, obchod se smíšeným zbožím, obchod s dřívím, kovář, krejčí, spořitelní a záložní spolek, trafika.

## Části obce
- Dolní Rokytá
- Horní Rokytá

## Doprava
Silniční doprava
Do obce vede silnice III. třídy. Po hranici území obce vede silnice II/268 Mimoň - Ralsko - Mnichovo Hradiště - Horní Bousov.
Železniční doprava
Železniční trať ani stanice na území obce nejsou. Nejblíže obci je železniční stanice Mnichovo Hradiště ve vzdálenosti 8 km ležící na trati 070 v úseku z Mladé Boleslavi do Turnova.
Autobusová doprava
V obci zastavovaly v pracovních dnech června 2011 příměstské autobusové linky Mladá Boleslav-Mnichovo Hradiště-Mimoň (3 spoje tam i zpět) a Mnichovo Hradiště-Dolní Krupá-Rokytá (4 spoje tam, 5 spojů zpět) (dopravce TRANSCENTRUM bus, s.r.o.).

## Galerie

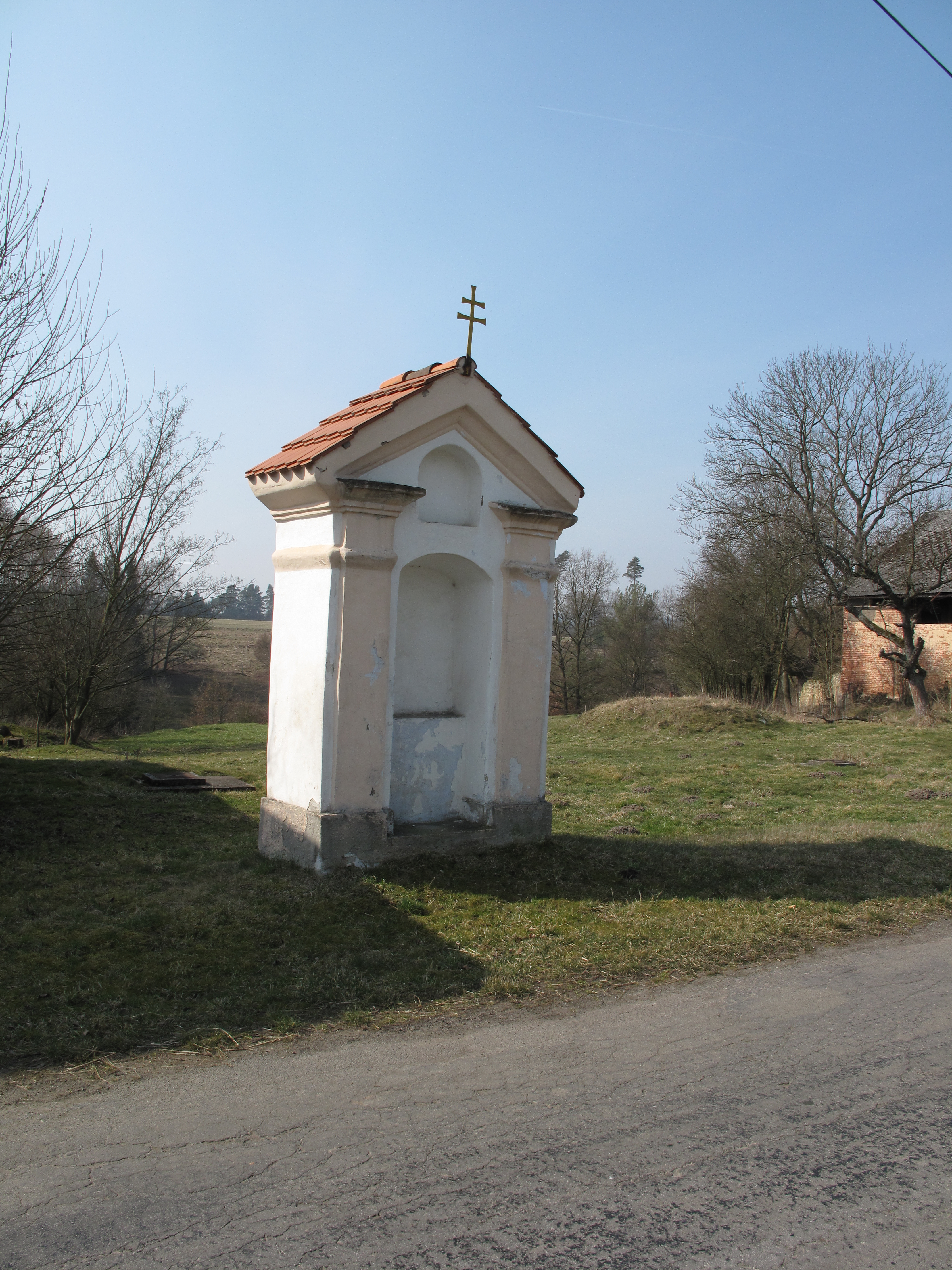
Kaple, Dolní Rokytá
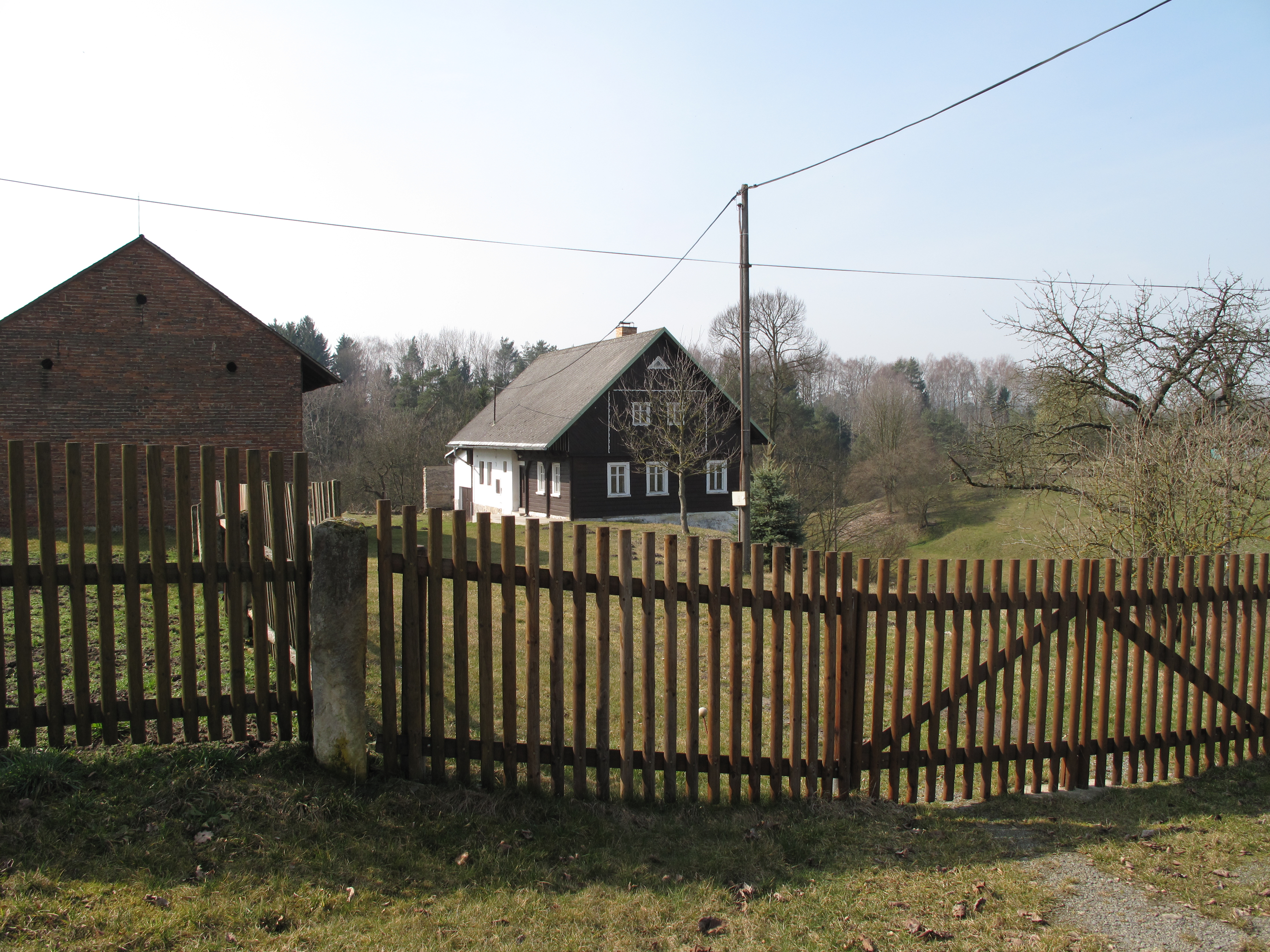
Chalupa, Dolní Rokytá
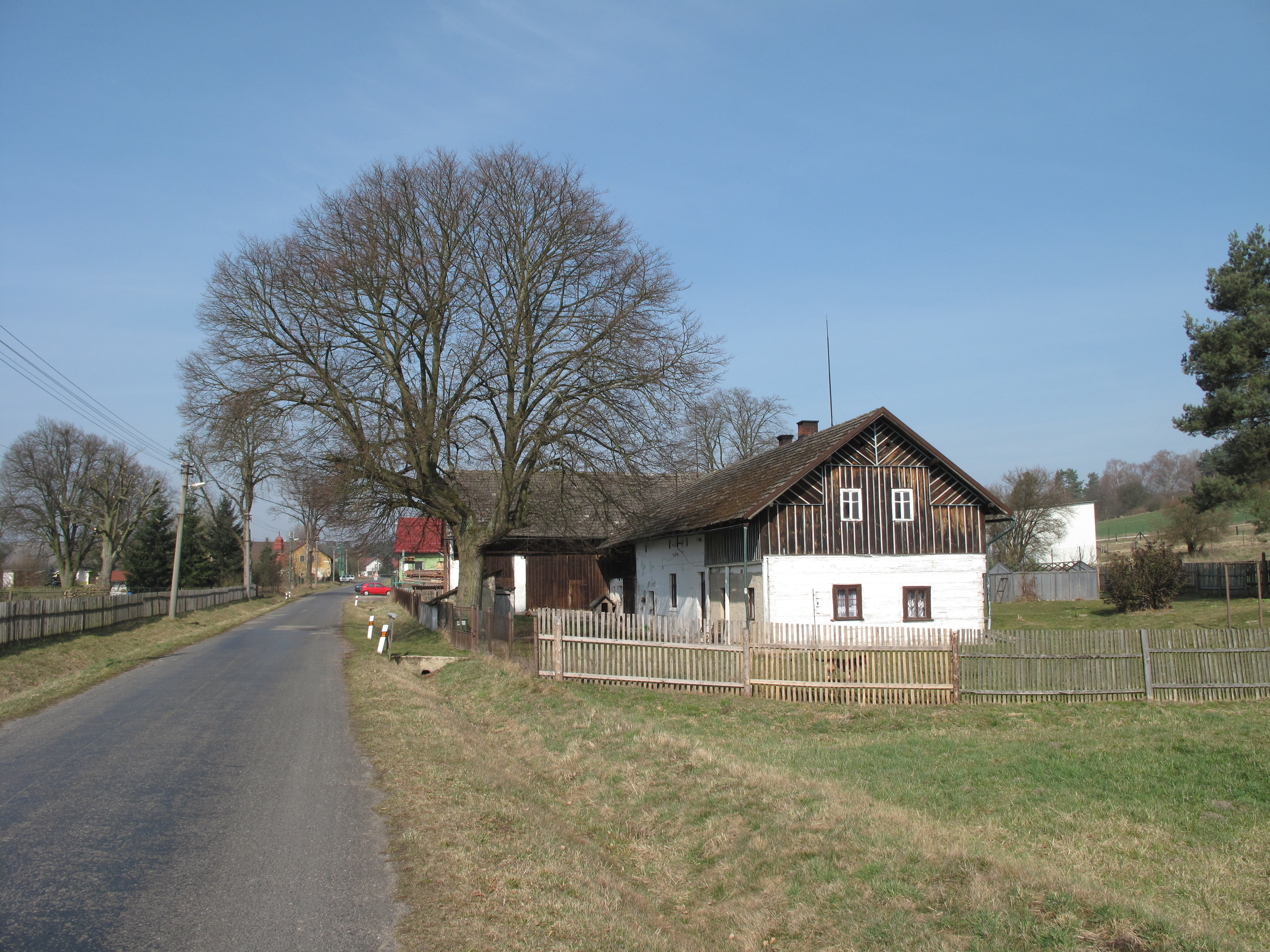
Chalupa, Horní Rokytá
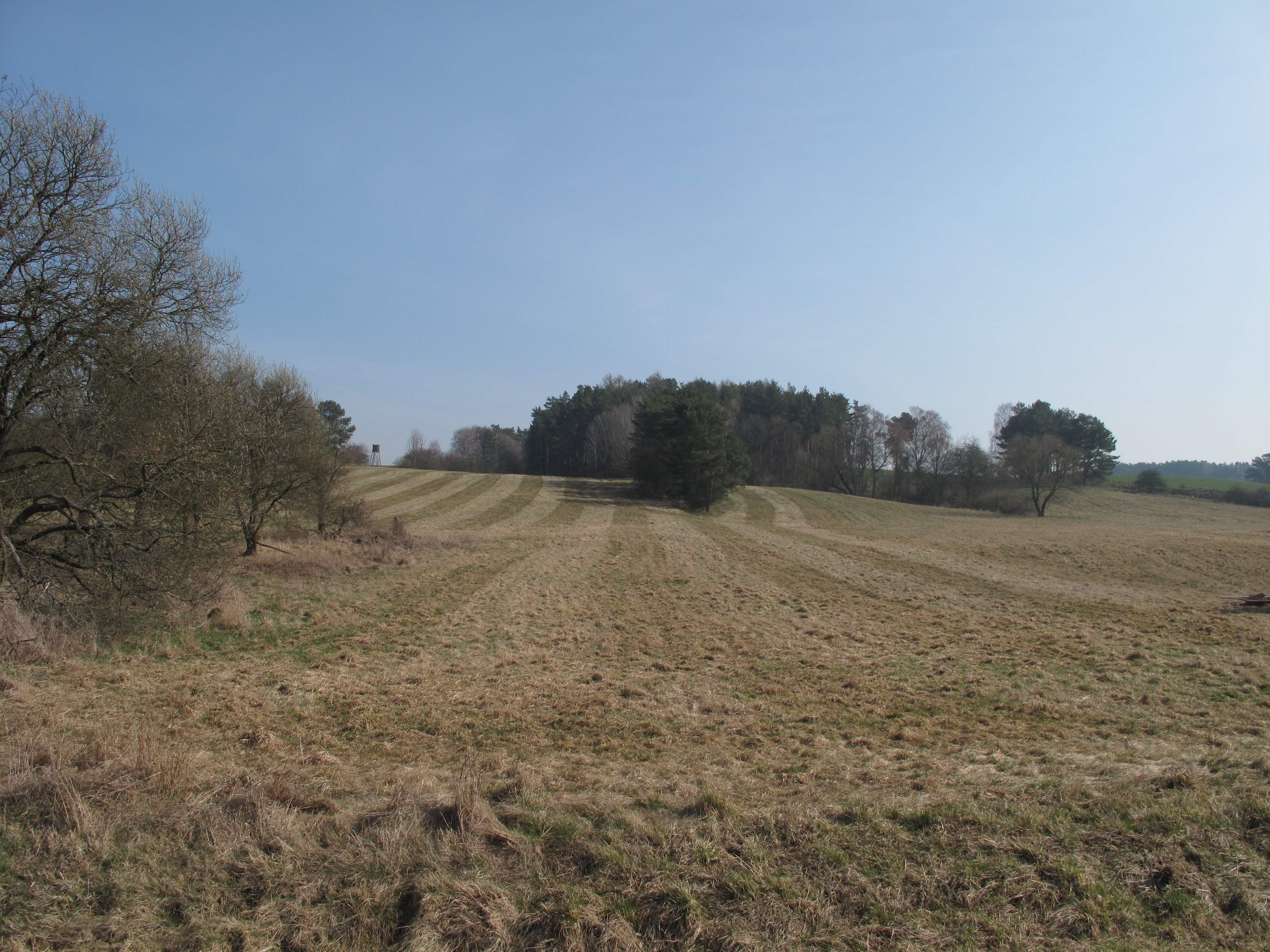
Louka, Horní Rokytá